# Masayuki Mita
Masayuki Mita (jap. 見田 雅之, Mita Masayuki; * 5. Oktober 1969 in der Präfektur Miyagi) ist ein ehemaliger japanischer Fußballspieler.

## Karriere
Mita erlernte das Fußballspielen in der Schulmannschaft der Sendai Ikuei High School und der Universitätsmannschaft der Osaka University of Commerce. Seinen ersten Vertrag unterschrieb er 199 bei Gamba Osaka. Der Verein spielte in der höchsten Liga des Landes, der J1 League. Für den Verein absolvierte er 10 Erstligaspiele. 1996 wechselte er zu Sony Sendai FC. Ende 2001 beendete er seine Karriere als Fußballspieler.